# 16544 Hochlehnert
16544 Hochlehnert (1991 RA3) là một tiểu hành tinh vành đai chính được phát hiện ngày 9 tháng 9 năm 1991 bởi L. D. Schmadel và F. Borngen ở Tautenburg.